# Венцель, Петер
Петер Венцель (нем. Peter Wenzel;15 апреля 1952, Молис, Саксония, Германская Демократическая Республика) — немецкий тяжелоатлет, чемпион мира в среднем весе 1975 года, бронзовый призёр Олимпийских игр 1976 года.

## Биография
Петер Венцель родился 15 апреля 1952 года в  городке Молис, к западу от Майсена, в Саксонии.
Тяжёлой атлетикой начал заниматься в возрасте 14 лет в спортивном клубе «Einheit Dresden», его первым тренером был Карл Бройер.
В 1971 году впервые победил в чемпионате Германской Демократической Республики с многообещающим показателем 420 кг в триатлоне (среди юниоров).

Завоевал титул чемпиона ГДР в 1973, 1974, 1975, 1977 годах (в среднем весе), в 1976 и 1978 годах (в полутяжёлом весе), 14 раз показывал лучшие результаты в отдельных дисциплинах (рывке и толчке).
Самыми значительными его достижениями стали победа в Чемпионате мира 1975 года в Москве (190 кг в толчке и 355 кг по сумме двоеборья в среднем весе) и бронзовая медаль на XXI Летних Олимпийских играх 1976 года в Монреале.
В связи с выявлением приёма в 1979-1980 годах допинга не был включён в состав сборной команды ГДР на Олимпиаде-80 и закончил спортивную карьеру.